# Pont de Levallois-Bécon
Pont de Levallois-Bécon è una stazione della metropolitana di Parigi sulla linea 3 ed è sita nel comune di Levallois-Perret.

## La stazione
Essa è il capolinea ovest della linea 3 e mutua il suo nome dal comune dell'Hauts-de-Seine che porta il nome di un promotore immobiliare, Nicolas Eugène Levallois.

## Interconnessioni
- Bus RATP - 53, 135, 167, 275
- Noctilien - N16, N53

## Galleria d'immagini

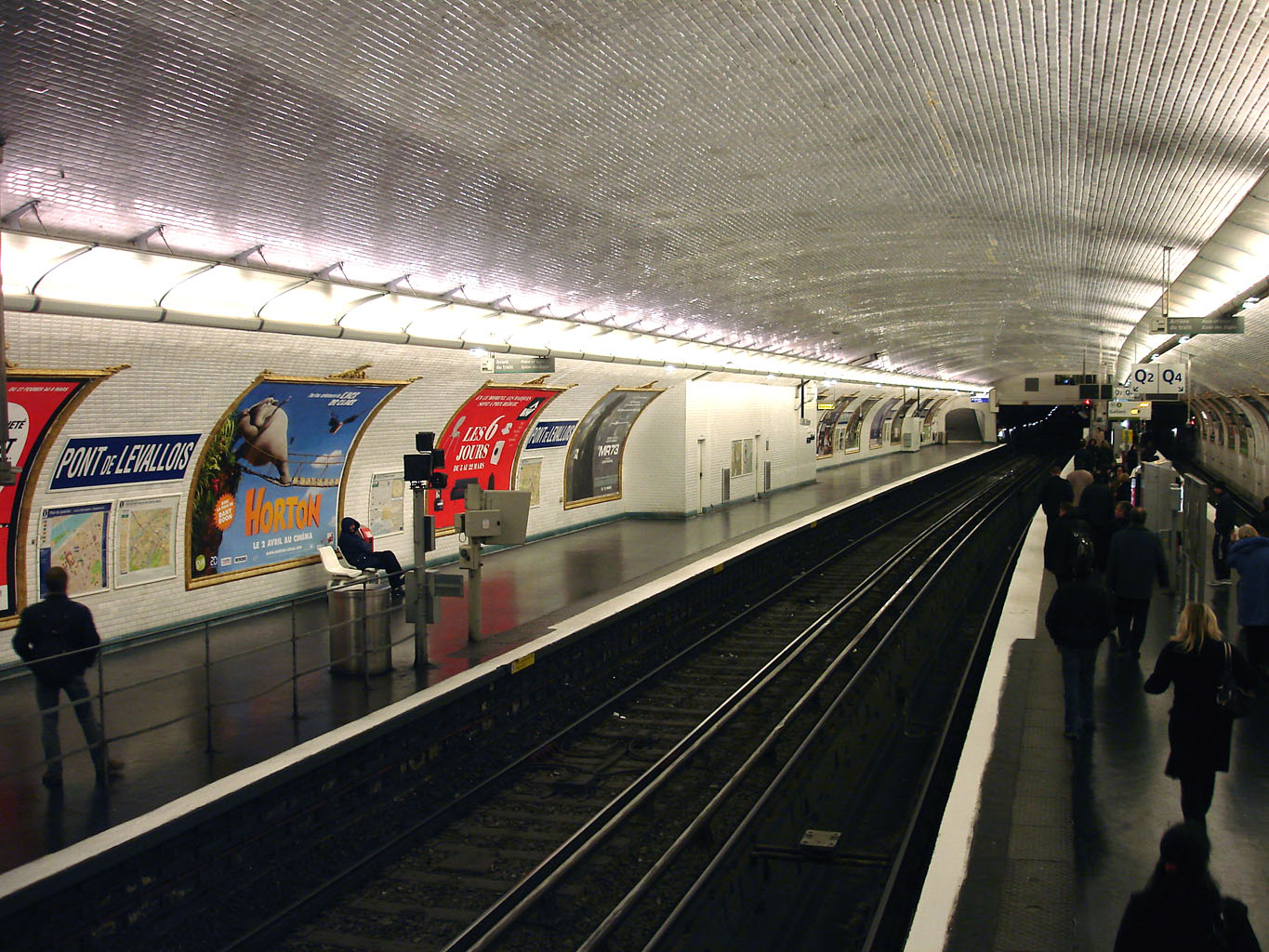
I marciapiedi della stazione.
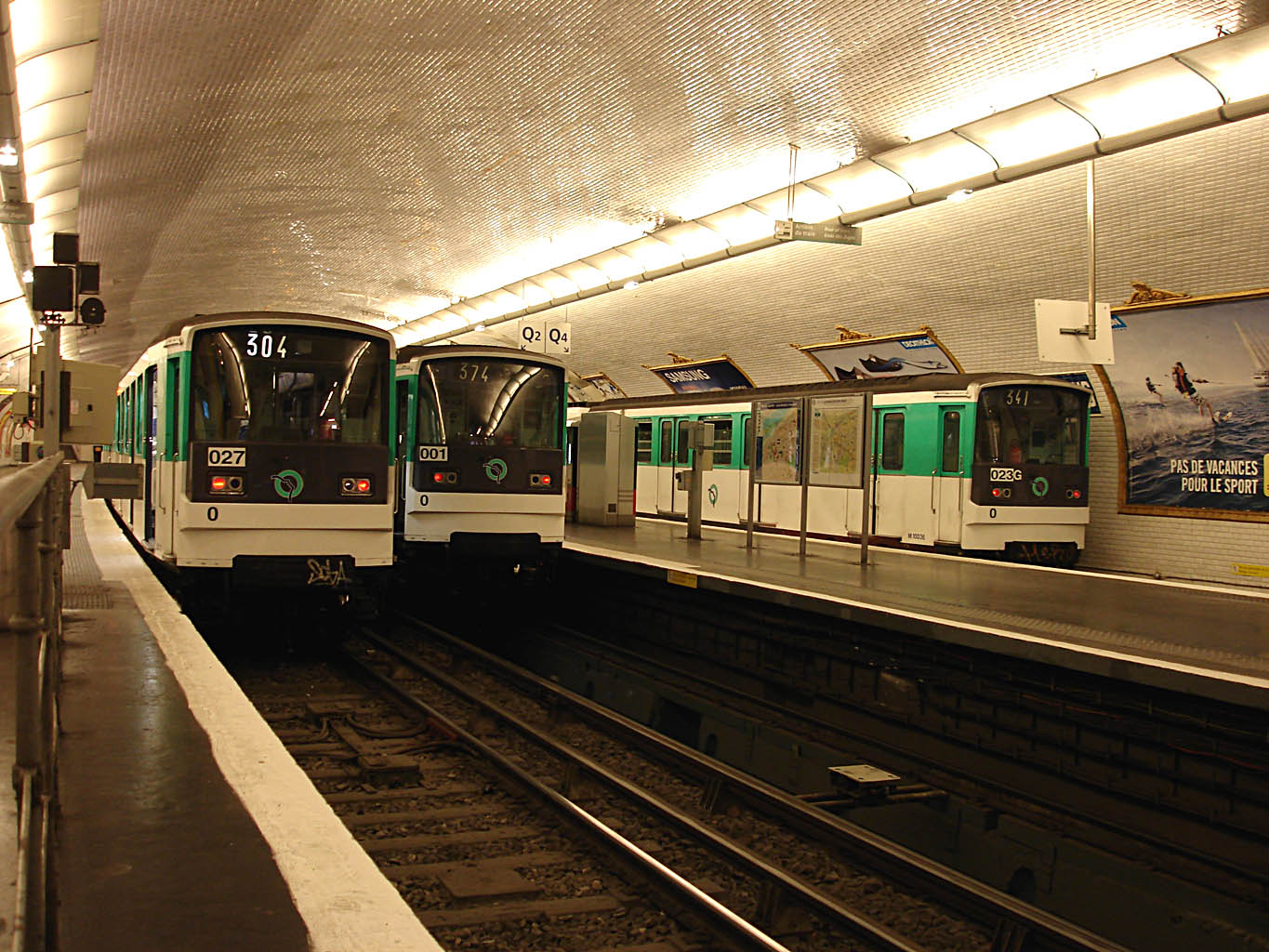
Treno in stazione.
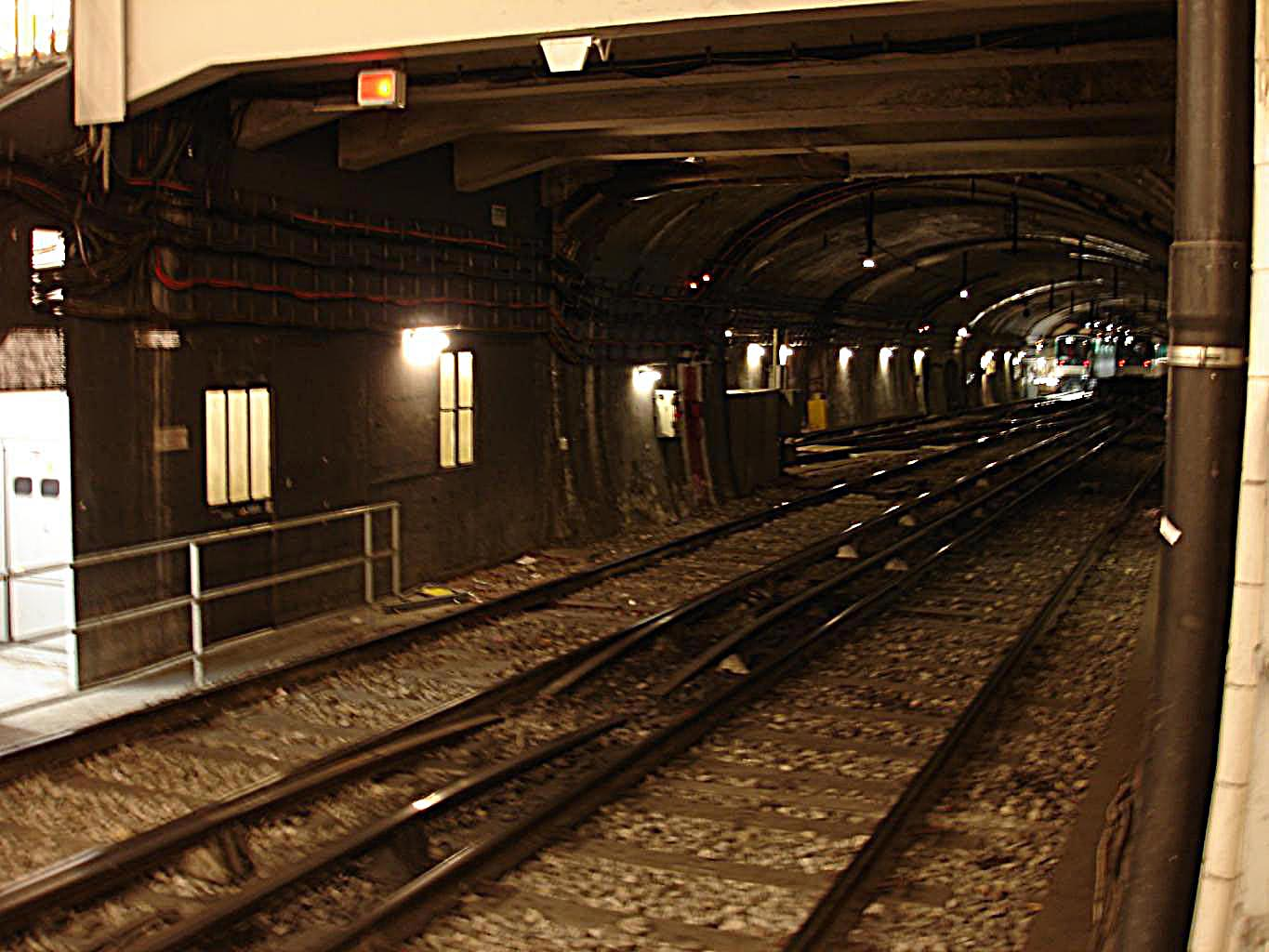
Scambi per l'inversione di marcia sul retro della stazione
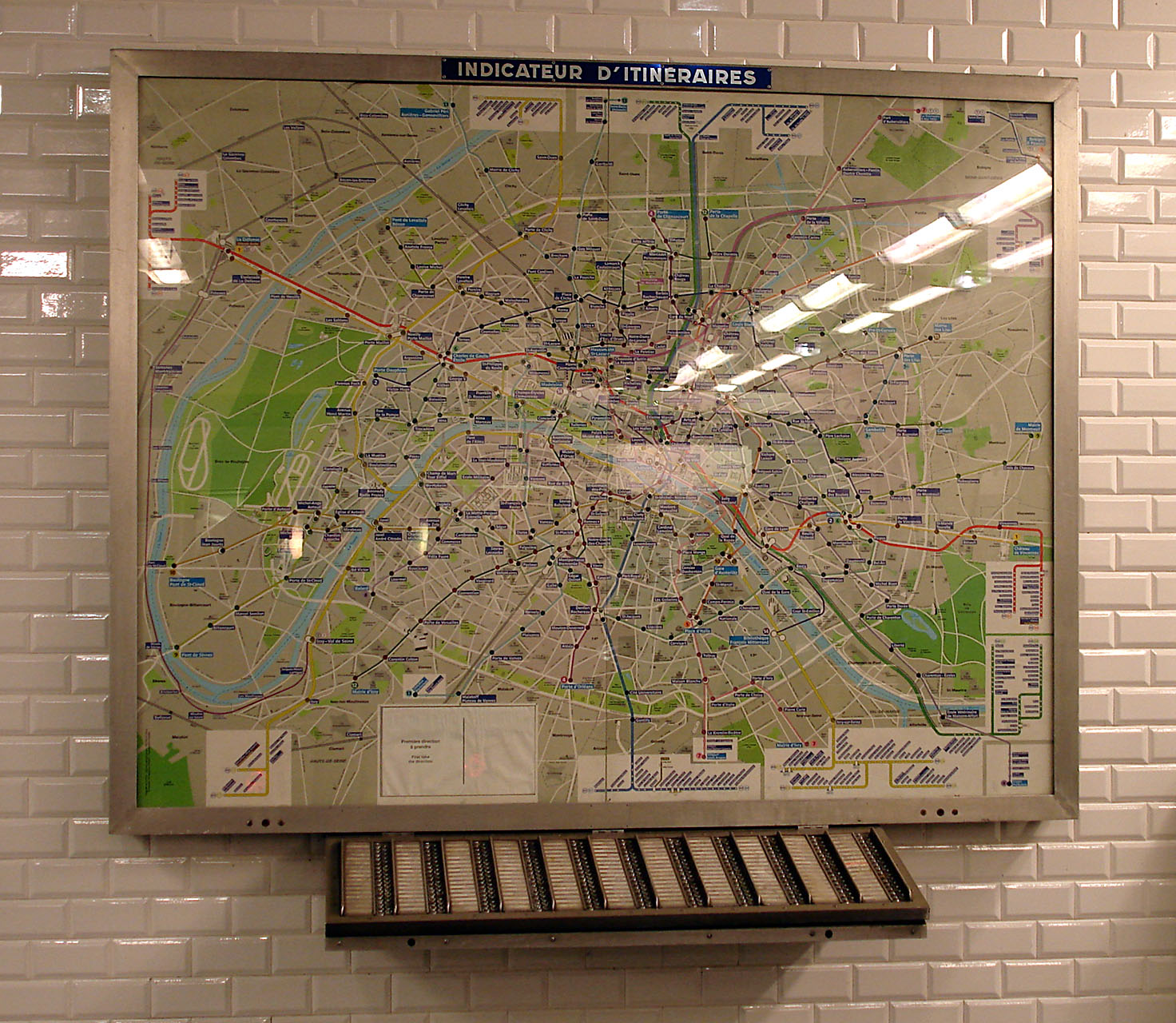
Mappa della Metropolitana di Parigi